# Lorenzo Veneziano

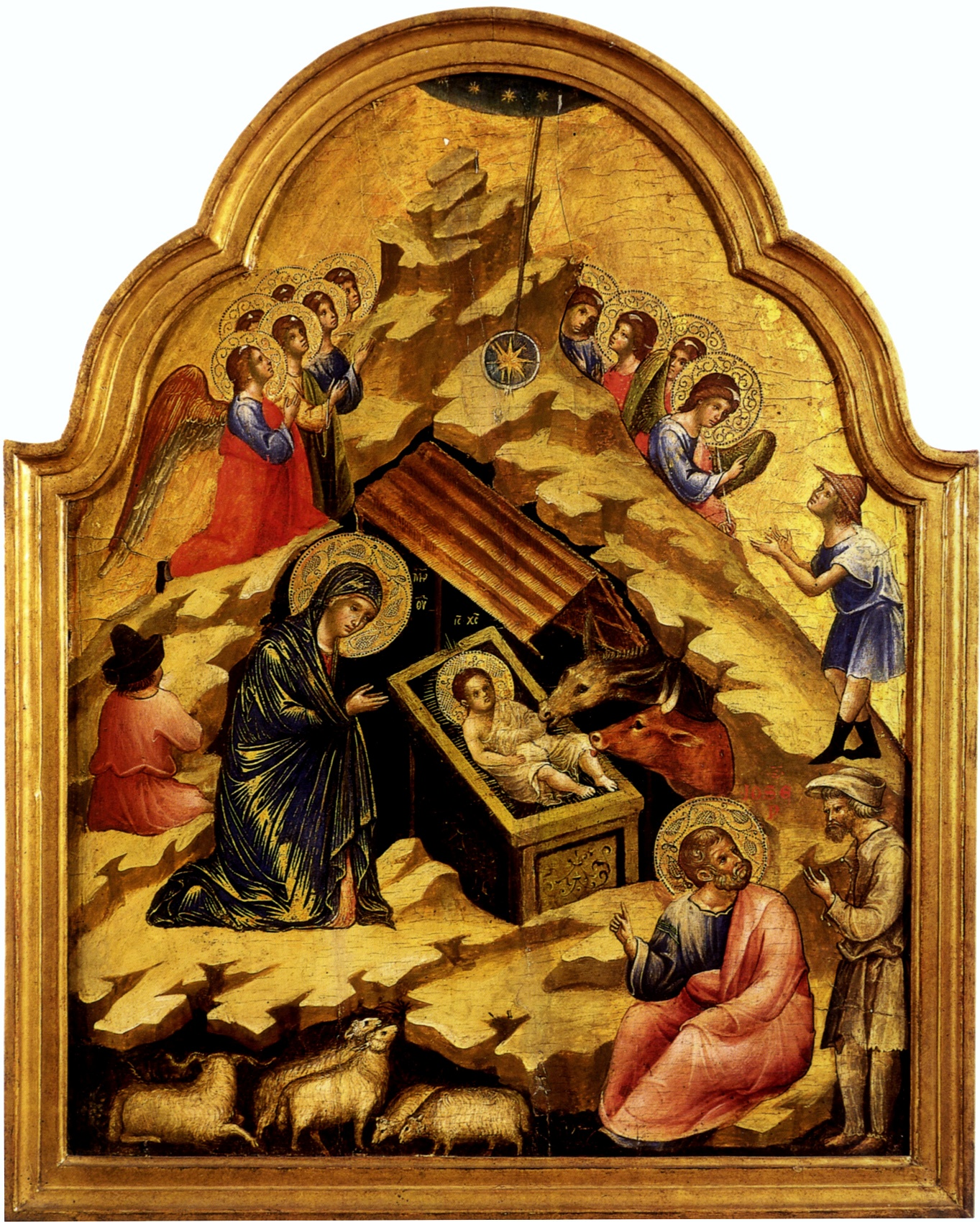
Natividad, 1360-1370, temple sobre tabla, 76,3 x 54,8 cm. Museo Nacional de Belgrado.

Lorenzo Veneziano (Venecia, probablemente nacido a partir de 1336 y fallecido en 1379) fue un pintor veneciano. 

## Vida
De los pocos datos fiables de su vida se sabe que estuvo activo, por su obra documentada, entre 1356 y 1372.
Su maestro fue probablemente Paolo Veneziano. En todo caso, le influyó en sus orígenes, desde la época en que estaba de moda el estilo bizantino. Aunque se centró principalmente en Venecia, también trabajó en Verona, Bolonia y Vicenza. Fue evolucionando, alimentándose de la curiosidad naturalística que venía del gótico del norte, especialmente de Bohemia, hasta convertirse en uno de los artistas más representativos del Gótico internacional y estar considerado como el más importante pintor de la escuela veneciana de la época.

## Obra
La pintura documentada más antigua es de 1356, que procedía de una colección de Verona, pero desapareció. De lo primero que se conserva destaca el retablo para el altar mayor de la Iglesia de San Antonio Abate, hoy en la Galería de la Academia de Venecia, finalizado en 1359 y que representa La Anunciación con retrato del donante, Domenico Lion (1357), Cristo bendiciendo y varias figuras de Santos. Fue restaurado por Francesco Bissolo. La Academia también posee un retablo pintado en 1371 que contiene cinco tablas en las que aparecían una Anunciación y seis figuras de Santos, pero que ahora se encuentran en pinturas individuales.
Otras obras de Lorenzo Veneziano:

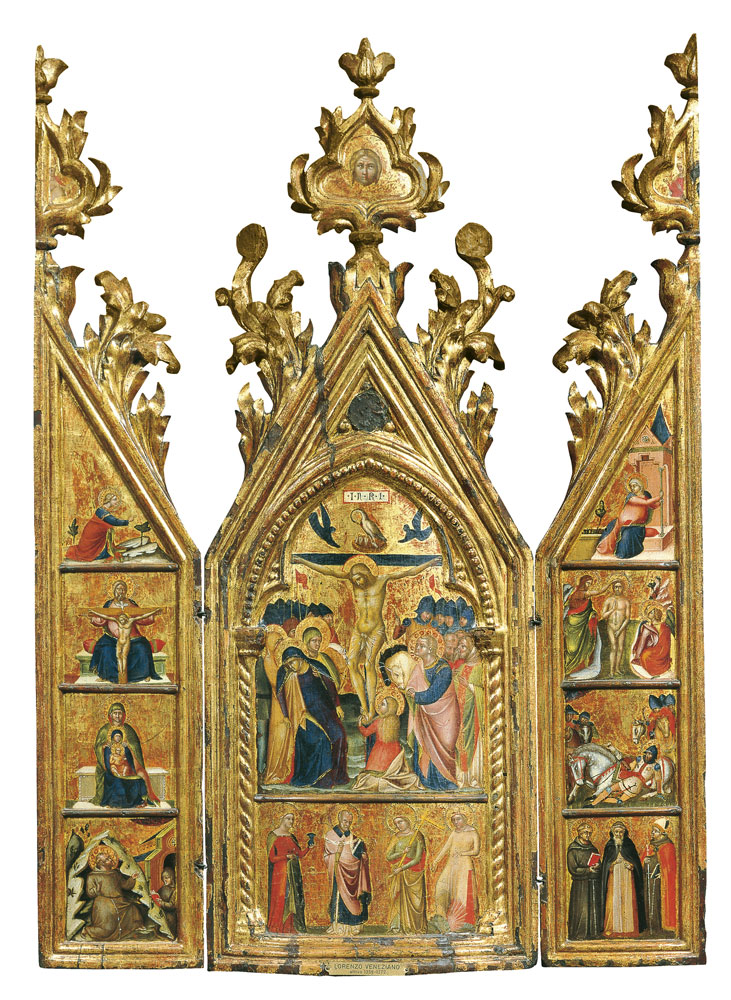
Tríptico portátil de la Crucifixión, temple sobre tabla, Madrid, Museo Thyssen-Bornemisza.

- En la Basílica de San Zenón en Verona, se encuentra un Crucifijo, probablemente de 1358.
- En la Pinacoteca de Brera en Milán, la parte central de una Coronación de la Virgen con una Vigen con Niño y Santos y Carrillo Lenteja
- En la Catedral de Vicenza, La muerte de la Virgen de 1366.
- En el Museo Thyssen-Bornemisza de Madrid, un tríptico portátil con la tabla central representando una Crucifixión y en las laterales, Virgen de la Anunciación, Arcángel Gabriel y otras escenas (c. 1370-1375).
- En el Museo Correr de Venecia, El Salvador entronizado con Santos y ángeles de 1369.
- En el Museo de Young de San Francisco, Virgen entronizada con Niño y dominico arrodillado.
- En el Museo del Louvre de París, Virgen en el trono con el Niño de 1372, la tabla central de un políptico a veces denominado de la Virgen de la rosa.